# Là-bas (film)
Pour les articles homonymes, voir Là-bas.
Pour plus de détails, voir Fiche technique et Distribution.
Là-bas est un documentaire français réalisé par Chantal Akerman, sorti en 2006. Le film est présenté à la Berlinale 2006 dans la section Forum.

## Synopsis
Recluse dans un appartement à Tel Aviv, Chantal Akerman évoque Israël.

## Fiche technique
- Titre français : Là-bas
- Réalisation : Chantal Akerman
- Scénario : Chantal Akerman
- Montage : Claire Atherton
- Pays d'origine :  France
- Format : couleur - 35 mm - 1,78:1 - Stéréo
- Genre : documentaire
- Durée : 78 minutes
- Date de sortie : 2006